# غوادالوبي بيريز روجاس
غوادالوبي بيريز روجاس (بالإسبانية: Guadalupe Pérez Rojas)‏ هي لاعب كرة مضرب أرجنتينية، ولدت في 19 أغسطس 1994 في سان بيدرو دي خوخوي في الأرجنتين.

## وصلات خارجية
- غوادالوبي بيريز روجاس على موقع رابطة محترفات التنس (الإنجليزية)
- غوادالوبي بيريز روجاس على موقع الاتحاد الدولي لكرة المضرب (الإنجليزية)
- غوادالوبي بيريز روجاس على موقع كأس بيلي جين كينغ (الإنجليزية)
- غوادالوبي بيريز روجاس على موقع خلاصة التنس.كوم (الإنجليزية)